# Mija Martina
Mija Martina Barbaric (Mostar, 26 april 1984) is een Bosnische zangeres.
Een kindsterretje op zeer jonge leeftijd, proefde ze voor het eerst het succes toen ze drieënhalf jaar oud was en een kindersongfestival won. Snel werd ze een veel geziene gast in het songfestivalcircuit. Haar eerste professionele optreden was tijdens een festival in Sarajevo.
Ze is nog steeds pas negentien als ze al twee keer aan de Bosnische finale voor het Eurovisiesongfestival voordat ze het uiteindelijk in 2003 won. Haar lied heette "Ne brini" (maak je geen zorgen) en was half in het Bosnisch en half in het Engels gezongen. Mija heeft de volledige choreografie zowel als de act zelf ontworpen. Naast zangeres is ze ook journaliste en presenteert een muziekprogramma voor de lokale televisie van Mostar.
In 2005 wilde ze weer Bosnië vertegenwoordigen op het Eurovisiesongfestival. Met het liedje 'Ruzice rumena' (Dag kleine rode roos) behaalde ze een 5de plaats, en faalde dus om haar land opnieuw te vertegenwoordigen op het Eurovisiesongfestival.
Mija combineert haar zangcarrière met een muziekstudie. Ze speelt zowel piano als fluit.
1993: Fazla · 
1994: Alma & Dejan · 
1995: Davor Popović · 
1996: Amila Glamočak · 
1997: Alma Čardžić · 
1999: Dino & Béatrice · 
2001: Nino Pršeš · 
2002: Maja Tatić · 
2003: Mija Martina · 
2004: Deen · 
2005: Feminnem · 
2006: Hari Mata Hari · 
2007: Marija Šestić · 
2008: Laka · 
2009: Regina · 
2010: Vukašin Brajić · 
2011: Dino Merlin · 
2012: Maya Sar · 
2016: Dalal & Deen feat. Ana Rucner & Jala